# Oreocyba
Oreocyba és un gènere d'aranyes araneomorfes de la subfamília Erigoninae, dins de la família Linyphiidae. Es pot trobar a l'Àfrica oriental.
Fou descrit per primera vegada per Å. Holm l'any 1962.

## Llista d'espècies
Segons The World Spider Catalog 12.0:
- Oreocyba elgonensis (Fage, 1936) (Espècie tipus) -  Kènia, Uganda
- Oreocyba propinqua Holm, 1962 -  Kènia, Uganda